# John Elway
John Albert Elway, Jr. (28 de junho de 1960, Port Angeles, Washington) é um ex-jogador de futebol americano, que atuava na posição de quarterback. Elway começou a construir sua carreira na Universidade de Stanford onde chegou a ser nomeado um dos vinte e cinco melhores QBs da nação. Já como profissional, John Elway fez carreira e fama no Denver Broncos da National Football League (NFL).
Elway estabeleceu vários recordes durante sua carreira na universidade em Stanford, entre eles o de passes tentados e passes completados. Ele foi várias vezes nomeado All-America. Elway acabou sendo selecionado na primeira escolha da primeira rodada (#1 overall) no Draft de 1983 da NFL pelo Baltimore Colts antes de ir para Denver Broncos em uma troca que ocorreu logo após o draft. Em seu segundo ano na liga, Elway estabeleceu vários recordes para a franquia como passes tentados, completados e de jardas aéreas. Em 1987, ele participou de uma das maiores partidas na história da NFL, quando ele ajudou os Broncos com um drive (campanha) de 98 jardas para empatar o jogo contra o Cleveland Browns durante as Finais de Conferência da AFC. O momento ficou conhecido na NFL como The Drive. Após o jogo da AFC Championship, Elway e os Broncos acabaram perdendo o Super Bowl XXI para o New York Giants.
Depois de mais dois fracassos em Super Bowls, os Broncos enfrentaram um período de declínio; contudo, tudo isso mudaria na temporada de 1997, quando Elway e o Denver venceram seu primeiro título de Super Bowl ao vencerem o Green Bay Packers por 31 a 24, durante o Super Bowl XXXII. Os Broncos venceram então mais um Super Bowl (XXXIII) no ano seguinte ao derrotarem o Atlanta Falcons por 34 a 19. Elway então foi nomeado MVP daquele Super Bowl, que acabou sendo o último de sua carreira.
Elway foi aceito no Pro Football Hall of Fame em 2004 logo na primeira votação. Desde a aposentadoria, Elway participou de vários negócios, dentre esses negócios ele é um dos donos do Colorado Crush, um time de arena football.
Elway atualmente escreve para um blog da NFL e ocasionalmente responde perguntas de fãs no website OPEN Sports.com. Seu filho Jack atuou como quarterback para a Universidade do Estado do Arizona durante uma temporada. Desde 2011 ele trabalha como Vice-Presidente Executivo de Operações de Futebol do Denver.

## Primeiros anos
Elway e sua irmã gêmea nasceram em Port Angeles, Washington, filhos de Janet (nascida na Jordânia) e Jack Elway, que na época era treinador da Port Angeles High School. Eles mudaram-se no ano seguinte para o sudoeste de Washington, onde Jack foi o treinador da Grays Harbor Community College em Aberdeen por cinco temporadas. Quando jovem, Elway viveu principalmente em Missoula, Montana, e em Pullman, Washington, quando seu pai era assistente técnico em Montana e Washington, respectivamente.
Em fevereiro de 1976, Jack se juntou à equipe de Palouse, Idaho, mas um mês depois tornou-se o treinador da Universidade do Estado da Califórnia em Northridge, um programa da Divisão II no sul da Califórnia. A família mudou-se após o primeiro ano de John na Pullman High School para San Fernando Valley. John Elway frequentou a Granada Hills High School em Granada Hills e apesar de ter perdido cinco jogos com uma lesão no joelho em seu último ano, terminou sua carreira no colegial com 5.711 jardas passadas e 49 touchdowns, ele foi nomeado para o PARADE All America High School, juntamente com as futuras estrelas da NFL, Dan Marino e Eric Dickerson.
Conhecido como um quarterback de dupla ameaça, o que significa que ele podia correr e escapar da pressão e tinha uma capacidade impressionante de passes, ele era o jogador número um no ensino médio no país, recebendo mais de 60 ofertas de bolsas de estudos. (Uma dessas ofertas foi de seu pai, que se tornou o treinador principal da Universidade Estadual de San Jose após a temporada de 1978).
Também um jogador de beisebol, Elway foi selecionado pelo Kansas City Royals na 18ª rodada do Draft de 1979 da Major League Baseball. (Os Royals também selecionaram Dan Marino na quarta rodada do mesmo Draft)

## Carreira universitária
Em 1979, ele se matriculou na Universidade de Stanford, onde jogou futebol americano e beisebol. Em sua última temporada em 1982, Stanford tinha um recorde de 5-5 e precisava vencer seu último jogo, contra Califórnia, para garantir um convite para o Bowl Hall of Fame Classic. Com dois minutos restantes no jogo, Stanford perdia por 19-17 e tinha uma 4 para 17 jardas em sua própria linha de 13 jardas. Elway completou um passe de 29 jardas e levou a bola para a linha de 35 jardas, onde Mark Harmon chutou o que parecia ser o field goal da vitória. No entanto, o relógio tinha quatro segundos restantes, então Stanford teve que dar o pontapé inicial. O que se seguiu agora é simplesmente conhecido como "The Play", no qual os jogadores de Cal passaram lateralmente a bola no estilo de rugby, cinco vezes - dois deles controversos - e marcou um touchdown para ganhar o jogo, 25-20.
Elway deu uma declaração após o jogo afirmando que os juízes "arruinaram o meu último jogo no Futebol americano universitário." O diretor de atletismo de Stanford, Andy Geiger, disse que a derrota fez Elway não ganhar o Heisman Trophy.
Embora Elway nunca tenha levado sua equipe a um jogo de bowl, ele teve uma ótima carreira universitária. Em suas quatro temporadas (1979-1982) em Stanford, ele completou 774 passes para 9.349 jardas e 77 touchdowns. Stanford teve um recorde de 20-23 durante esse tempo. Os 24 passes para touchdown de Elway em 1982 lideraram o pais, e na conclusão de sua carreira, ele deteve quase todos os recordes da Pacific-10 Conference de passe e ataque total. Ele ganhou o prêmio de Jogador do Ano da Pac-10 em 1980 e 1982, foi um consenso All-American e terminou em segundo na votação do Heisman Trophy em 1982.
Em 2000, Elway foi consagrado no College Football Hall of Fame. Em 2007, Elway ficou em 15º lugar na lista dos 25 melhores jogadores na história do futebol universitário da ESPN. Ele passou para mais de 200 jardas em 30 de seus 42 jogos colegiados.
Elway também se destacou como jogador de beisebol. Ele foi selecionado pelo New York Yankees na segunda rodada do draft da Major League Baseball de 1981 (52ª geral, seis posições à frente do futuro membro do Hall of Fame, Tony Gwynn). O olheiro dos Yankees, Gary Hughes, acreditava que se Elway tivesse se concentrado no beisebol "o céu era o limite ... ele estaria fora das paradas". O dono dos Yankees, George Steinbrenner - que buscava agressivamente os serviços de Elway - supostamente planejava torná-lo o Campista direito dos Yankees em 1985, que Elway - ciente da opinião de Steinbrenner - descreveu mais tarde como "um tremendo [e] pensamento emocionante".
Elway formou-se em economia e é membro da fraternidade Delta Tau Delta.

## Carreira profissional

### Draft da NFL de 1983
No Draft de 1983 da NFL, Elway foi selecionado como a primeira escolha do Draft pelo Baltimore Colts. Elway não queria jogar nos Colts que estavam entre os piores times da liga na época, e seu pai o aconselhou a não jogar pelo técnico Frank Kush, que tinha a reputação de ser um mestre duro. Enquanto Elway preferia o futebol americano, seu agente Marvin Demoff declarou mais tarde que o beisebol era "uma opção verdadeira" para ele na época. A possibilidade deu à Elway influência nas negociações com os Colts.
Depois de tentar, sem sucesso, negociar um acordo privado com os Colts no qual Elway citasse seu suposto desejo de permanecer na costa oeste para explicar o time que o negociava, Elway ameaçou publicamente juntar-se aos Yankees em tempo integral se os Colts não o negociassem; Demoff escreveu em seu diário, publicado três décadas depois, que "ele seria um coletor de lixo antes de jogar em Baltimore". A recusa de Elway em se juntar aos Colts foi controversa - o quarterback do Pittsburgh Steelers, Terry Bradshaw, o denunciou, afirmando que "você deveria jogar beisebol... ele não é o tipo de cara com quem você vence campeonatos" - mas muitos outros times da NFL começaram negociações com os Colts pelo quarterback. Uma possibilidade era trocar Elway por Joe Montana, do San Francisco 49ers, cuja equipe teve uma temporada ruim em 1982. Outra foi uma negociação com a San Diego Chargers, que estava negociando um novo contrato com seu estrelado quarterback, Dan Fouts. O New England Patriots estavam interessados, mas os Colts não queriam trocar Elway por uma equipe da mesma divisão.
Os Colts, no entanto, estavam interessados no jogador de linha ofensiva Chris Hinton, que o Denver Broncos escolheu como o quarta escolha na primeira rodada. Em 2 de maio, Robert Irsay e Accorsi, dono dos Colts, concordaram em trocar Elway por Hinton, o quarterback reserva Mark Herrmann e a primeira rodada do Draft de 1984. A polêmica transferência de Colts para Indianápolis no ano seguinte viria a provar que Jack Alway não se preocupava com a franquia e eles iriam se arrastar até a chegada de Peyton Manning durante a última temporada de Elway como jogador.

### Denver Broncos
Elway se juntou a Denver como um dos atletas mais esperados da história da NFL. Os jornais locais tinham uma seção que se chamava "The Elway Watch". Elway estreou nos Broncos na abertura da temporada de 1983 contra o Pittsburgh Steelers no Three Rivers Stadium. Ele foi sacado pela primeira vez em sua carreira na NFL nas mãos do linebacker e companheiro do Hall of Fame, Jack Lambert. No início de outubro, o reserva Steve DeBerg foi escolhido como titular pelo treinador Dan Reeves pelo resto da temporada, mas uma lesão no ombro levou Elway de volta a titularidade um mês depois. Embora os Broncos fossem candidatos aos playoffs em seus primeiros anos, Elway passou pelas dores normais do crescimento de um jovem quarterback da NFL.
Na temporada de 1986, Elway levou os Broncos ao Super Bowl XXI, depois de derrotar o Cleveland Browns em uma posse famosa no final do quarto quarto que ficou conhecido como "The Drive". Em um intervalo de 5 minutos e 2 segundos, Elway levou sua equipe a 98 jardas para empatar o jogo com 37 segundos restantes no relógio. Os Broncos ganharam o jogo na prorrogação.
Elway e os Broncos começaram o Super Bowl contra o New York Giants muito bem, construindo uma vantagem de 10-7 porém no segundo tempo, os Giants marcaram 30 pontos e acabaram vencendo o jogo por 39-20. Ainda assim, Elway teve um desempenho impressionante, jogando para 304 jardas e um touchdown, com uma interceptação, enquanto também liderava o Denver correndo para 27 jardas e um touchdown terrestre.

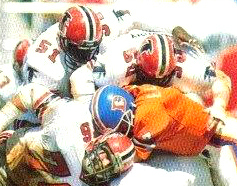
Elway (centro) sendo abordado pelo Atlanta Falcons em 1985.

Na temporada de 1987, Elway foi selecionado para o Pro Bowl e ganhou o prêmio de MVP da NFL. Ele voltou a liderar os Broncos para uma vitória sobre os Browns no título da AFC, ganhando sua segunda aparição consecutiva no Super Bowl, contra os Washington Redskins. O jogo começou muito bem para o Denver, e eles conquistaram uma vantagem de 10-0 no final do primeiro quarto. Na época, nenhum time havia superado um déficit de 10-0 no Super Bowl. Mas no segundo quarto, os Redskins repentinamente voltaram com um recorde de 35 pontos e acabaram vencendo o Super Bowl XXII por 42-10. Elway teve alguns destaques: ele acertou 14 passes para 257 jardas e um touchdown, com três interceptações.
Depois de ter um recorde de 8-8 em 1988, Elway mais uma vez levou sua equipe ao Super Bowl após a temporada de 1989, com mais uma vitória sobre os Browns na Final da AFC, enfrentando o San Francisco 49ers no Super Bowl XXIV. No entanto, este jogo terminou ainda pior para os Broncos do que as anteriores derrotas no Super Bowl. San Francisco goleou Denver por 55-10, a pontuação mais desigual da história do Super Bowl. A performance de Elway foi péssima: 10 de 26 passes completadas para 108 jardas sem touchdown e duas interceptações. Mas ele não tentou se esconder da mídia após o jogo ou subestimar seu desempenho ruim. E quando lhe perguntaram se ele queria voltar ao Super Bowl depois de três derrotas, ele respondeu que queria voltar todos os anos, mesmo que seu time continuasse perdendo. Ainda por este ponto, muitos duvidaram que ele iria ganhar um Super Bowl em sua carreira.
Elway levou outros oito anos, mas ele finalmente levou sua equipe de volta ao Super Bowl, após a temporada de 1997. Durante um jogo de pré-temporada na Cidade do México, Elway rompeu o tendão do bíceps direito (braço dominante). Tratou-se não-cirurgicamente, e voltou a jogar 19 dias depois, e a equipe avançou para o Super Bowl XXXII, o quarto de Elway, onde enfrentaram o Green Bay Packers, o atual campeão. Apesar de Elway ter completado apenas 11 dos 22 passes, sem touchdowns, mas com uma interceptação, os Broncos derrotaram os Packers por 31-24, ganhando seu primeiro Super Bowl, depois de três tentativas fracassadas de Elway (e quatro para o time).
Na temporada de 1998, os Broncos repetiram o feito e Elway foi nomeado MVP do Super Bowl XXXIII, jogando para 336 jardas e um touchdown com uma interceptação, ao mesmo tempo em que marcou um touchdown terrestre na vitória de Denver por 34-19 sobre o Atlanta Falcons. Esse foi seu último jogo como profissional.

### Legado

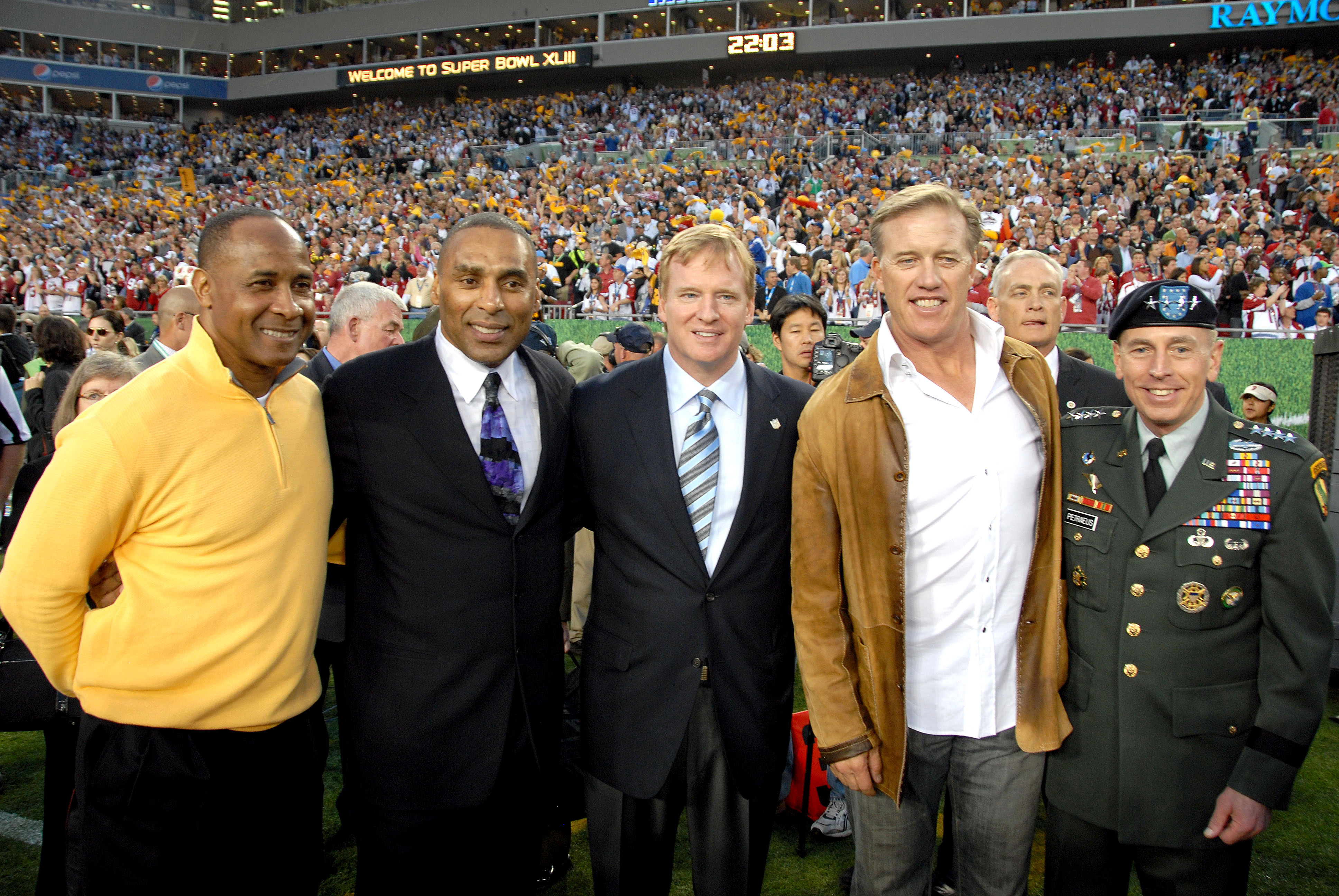
Elway (segundo da direita) no Super Bowl XLIII com Lynn Swann, Roger Craig, Roger Goodell e General David Petraeus.

Em 2 de maio de 1999, aos 38 anos, Elway anunciou sua aposentadoria do futebol americano profissional. Elway é considerado um dos melhores quarterbacks de todos os tempos. Ele tem uma das melhores porcentagens de vitórias na história da liga (148–82–1) e está empatado na segunda maioria das seleções ao Pro Bowl para um quarterback (nove). A partir de 2016, ele está em sexto atrás de Brett Favre, Dan Marino, Peyton Manning, Drew Brees e Tom Brady em tentativas de passes, jardas de passes e passes completos. A partir de 2012, Elway e Tom Brady são os únicos quarterbacks a serem titularem em 5 Super Bowls. Ele também é o segundo jogador a marcar um touchdown terrestre em quatro Super Bowls diferentes (o running back Thurman Thomas foi o primeiro).
Em 13 de setembro de 1999, a camisa de número 7 de Elway foi aposentada pelo Denver Broncos durante o intervalo do Monday Night Football; Naquela mesma noite, ele foi introduzido no Denver Broncos Ring of Fame. Ele foi o primeiro jogador dos Broncos a ter o período de carência de cinco anos dispensado. Também em 1999, ele foi introduzido no Colorado Sports Hall of Fame.
Também em 1999, Elway ficou em 16º lugar na lista dos 100 Maiores Jogadores de Futebol pela Sporting News, o único jogador a ter passado a maior parte de sua carreira com os Broncos a entrar na lista (Willie Brown, que começou sua carreira nos Broncos, mas passou a maior parte no Oakland Raiders, também estava na lista). Em 2005, a TSN publicou outra reportagem especial em homenagem aos 50 maiores quarterbacks. Elway ficou em terceiro lugar atrás de Johnny Unitas e Joe Montana.
Elway foi eleito o maior atleta usando o número 7 da Sports Illustrated. O atual quarterback do Pittsburgh Steelers, Ben Roethlisberger, que cresceu idolatrando Elway e Joe Montana, usa o número 7 em homenagem a Elway.

### Estatísticas notáveis
Elway terminou sua carreira com um recorde de 148 vitórias, depois ele foi ultrapassado por Brett Favre, Peyton Manning e Tom Brady para mais vitórias por um quarterback titular. Ele terminou sua carreira com 774 tentativas de corridas, atualmente em terceiro na história da liga, atrás de Randall Cunningham (775) e Michael Vick (873). As 3.107 jardas terrestres de Elway estão em sexto lugar entre os QB da NFL, atrás de Cunningham, Vick, Steve Young, Fran Tarkenton e Steve McNair.
Elway jogou para 1.289 jardas em seus cinco Super Bowls, a quarta maior marca atrás de Tom Brady, Kurt Warner e Joe Montana. Seus 76 passes completos no Super Bowl ficaram em quinto lugar, e suas 152 tentativas de pases foram um recorde do Super Bowl antes de serem quebradas por Tom Brady. Ele é um dos dois únicos jogadores a marcar um touchdown em quatro diferentes Super Bowls (o outro é Thurman Thomas) e o único quarterback a fazê-lo.
A partir de 2017, Elway detêm pelo menos 33 recordes do Denver Broncos, incluindo:
- Passes: Carreira (4,123), playoffs (355), Temporada de novato (123)
- Passes tentados: Carreira (7,250), Um jogo (59 em 1993-10-10 @GNB; com Peyton Manning), playoffs (651), temporada de novato (259 in 1983), jogo como novato (44 em1983-12-11 @BAL)
- Jardas passadas: Carreira (51,475), playoffs (4,964), jogo como novato (345 em 1983-12-11 @BAL)
- Passes para Touchdowns: Carreira (300), playoffs (27), Jogo de playoffs (3 em 1988-01-17 @CLE, 1990-01-14 @CLE, e 1994-01-09 @RAI; com Peyton Manning)
- Interceptações: Carreira (226), playoffs (21)
- Sacks: Carreira (516), Jogo (7 em 1989-10-29 @PHI e 1993-10-18 @RAI; com Tim Tebow), playoffs (39), jogo de playoffs (5 em 1988-01-31 @WAS; com Tim Tebow and Peyton Manning), Temporada de novato (28 in 1983)
- Jogos com +300 jardas de passe: Carreira (40), playoffs (4),  Temporada de novato (1; com Marlin Briscoe e Tim Tebow)
- Mais Touchdowns: 334 (300 passando, 33 correndo, 1 recebendo)
- Percentagem de vitórias: .641 (148–82–1)

### Hall da Fama
Em 8 de agosto de 2004, Elway foi introduzido no Hall da Fama do Futebol Profissional. Ele foi eleito em seu primeiro ano de elegibilidade. Ele foi apresentado por sua filha mais velha, Jessica. Ele foi introduzido no College Football Hall of Fame em 2000.

### Destaques na carreira
- Em 1979, Elway foi retirado do ensino médio pelo Kansas City Royals para jogar beisebol na Major League Baseball. Diz-se que George Brett, o futuro terceiro-base do Hall of Fame dos Royals, disse: "Espero que esse cara jogue futebol americano".
- No Draft da MLB de 1981, Elway foi selecionado pelo New York Yankees na segunda rodada. No ano seguinte, ele em 42 jogos no Oneonta Yankees da Classe A New York-Penn League. Ele teve uma média de 0,318 rebatidas, com quatro home runs, 13 bases roubadas e uma equipe de 25 RBI.[31]
- Em 11 de janeiro de 1987, Elway executou "The Drive" - um touchdown de cinco minutos, 15 jogadas e 98 jardas no AFC Championship contra o Cleveland Browns para empatar o jogo no final do quarto quarto, levando a uma prorrogação. Incluía seis passes feitos (nove tentativas), cinco corridas e um sack de oito jardas. Ele foi nomeado o MVP da NFL e o MVP da AFC.
- Elway é o único jogador a jogar para mais de 3.000 jardas e correr por mais de 200 jardas em sete temporadas seguidas (1985-91).
- Elway foi eleito MVP da AFC em 1993, quando passou para 4.030 jardas e 25 touchdowns. Ele tinha um rating de 92,8.
- Elway foi selecionado para o Pro Bowl por nove vezes durante suas 16 temporadas com os Broncos, um recorde de franquia.
- Ao longo de sua carreira profissional, Elway levou Denver a 35 vitórias de virada no 4º quarto e prorrogação, empatando em terceiro com Johnny Unitas.[32]
- As 148 vitórias de Elway colocam-no em quarto atrás de Peyton Manning, Brett Favre e Tom Brady em mais vitória de quarterbacks na carreira.
- Elway foi sacado 516 vezes, atrás de Favre na lista de mais sacados da NFL.
- Elway é um dos seis quarterbacks a passar para pelo menos 3.000 jardas em 12 temporadas; Favre, Marino, Brees, Brady e Manning são os outros.
- A camisa número 7 de Stanford de Elway foi aposentada em 7 de novembro de 2013, no intervalo do jogo de Stanford-Oregon.[33]

## Estatísticas

### Temporada regular
| Ano                       | Jardas aéreas | Jardas aéreas | Jardas aéreas | Jardas aéreas | Jardas aéreas |  | Jardas terrestres | Jardas terrestres | Jardas terrestres | Jardas terrestres |
| Ano                       | Ten           | Comp          | Jardas        | TD            | Int           |  | Ten               | Jardas            | JPJ               | TD                |
| ------------------------- | ------------- | ------------- | ------------- | ------------- | ------------- |  | ----------------- | ----------------- | ----------------- | ----------------- |
| 1983                      | 259           | 123           | 1 663         | 7             | 14            |  | 28                | 146               | 5.2               | 1                 |
| 1984                      | 380           | 214           | 2 598         | 18            | 15            |  | 56                | 237               | 4.2               | 1                 |
| 1985                      | 605¹          | 327²          | 3 891²        | 22            | 23            |  | 51                | 253               | 5.0               | 0                 |
| 1986                      | 504           | 280           | 3 485         | 19            | 13            |  | 52                | 257               | 4.9               | 1                 |
| 1987                      | 410           | 224           | 3 198         | 19            | 12            |  | 66                | 304               | 4.6               | 4                 |
| 1988                      | 496           | 274           | 3 309         | 17            | 19            |  | 54                | 234               | 4.3               | 1                 |
| 1989                      | 416           | 223           | 3 051         | 18            | 18            |  | 48                | 244               | 5.1               | 3                 |
| 1990                      | 502           | 294           | 3 526         | 15            | 14            |  | 50                | 258               | 5.2               | 3                 |
| 1991                      | 451           | 242           | 3 253         | 13            | 12            |  | 55                | 255               | 4.6               | 6                 |
| 1992                      | 316           | 174           | 2 242         | 10            | 17            |  | 34                | 94                | 2.8               | 2                 |
| 1993                      | 551¹          | 348¹          | 4 030¹        | 25²           | 10            |  | 44                | 153               | 3.5               | 0                 |
| 1994                      | 494           | 307           | 3 490         | 16            | 10            |  | 58                | 235               | 4.1               | 4                 |
| 1995                      | 542           | 316           | 3 970         | 26            | 14            |  | 41                | 176               | 4.3               | 1                 |
| 1996                      | 466           | 287           | 3 328         | 26            | 14            |  | 50                | 249               | 5.0               | 4                 |
| 1997                      | 502           | 280           | 3 635         | 27            | 11            |  | 50                | 218               | 4.4               | 1                 |
| 1998                      | 356           | 210           | 2 806         | 22            | 10            |  | 37                | 94                | 2.5               | 1                 |
| Total (entre os melhores) | 7 250 (4º)    | 4 123 (4º)    | 51 475 (4º)   | 300 (5º)      | 226           |  | 774               | 3 407             | 4.4               | 33                |

### Playoffs
| Ano   | Jardas aéres | Jardas aéres | Jardas aéres | Jardas aéres | Jardas aéres |  | Jardas terrestres | Jardas terrestres | Jardas terrestres | Jardas terrestres |
| Ano   | Ten          | Comp         | Jardas       | TD           | Int          |  | Ten               | jardas            | JPJ               | TD                |
| ----- | ------------ | ------------ | ------------ | ------------ | ------------ |  | ----------------- | ----------------- | ----------------- | ----------------- |
| 1983  | 15           | 10           | 123          | 0            | 1            |  | 3                 | 16                | 5.3               | 0                 |
| 1984  | 37           | 19           | 184          | 2            | 2            |  | 4                 | 16                | 4.0               | 0                 |
| 1986* | 107          | 57           | 805          | 3            | 4            |  | 15                | 101               | 6.7               | 2                 |
| 1987* | 89           | 42           | 797          | 6            | 5            |  | 18                | 76                | 4.2               | 1                 |
| 1989* | 82           | 42           | 732          | 4            | 3            |  | 16                | 91                | 5.7               | 1                 |
| 1991  | 54           | 30           | 378          | 1            | 2            |  | 10                | 49                | 4.9               | 0                 |
| 1993  | 47           | 29           | 302          | 3            | 1            |  | 5                 | 23                | 4.6               | 0                 |
| 1996  | 38           | 25           | 226          | 2            | 0            |  | 5                 | 30                | 6.0               | 0                 |
| 1997* | 96           | 56           | 726          | 3            | 2            |  | 9                 | 25                | 2.8               | 1                 |
| 1998* | 86           | 45           | 691          | 3            | 1            |  | 9                 | 34                | 3.8               | 1                 |
| Total | 651          | 355          | 4 964        | 27           | 21           |  | 94                | 461               | 4.9               | 6                 |

## Atividades
Elway foi co-proprietário do time de futebol americano Arena Crush, desde seu início em 2002 até o cancelamento da Arena Football League após a temporada de 2008. Em fevereiro de 2007, Elway foi eleito presidente do comitê executivo da AFL. Em 4 de agosto de 2009, a Arena Football League anunciou uma suspensão indefinida de operações. Elway foi um dos 17 proprietários de franquias restantes que votaram pela suspensão das operações indefinidamente.
Elway é o proprietário de dois restaurantes steakhouse, cada um chamado "Elway's": um está localizado no sofisticado distrito comercial de Cherry Creek, e o outro fica no Ritz-Carlton Hotel, no centro de Denver.
A Elway possuía cinco concessionárias de automóveis, chamadas John Elway Autos, na área de Denver. Ele as vendeu para a AutoNation Inc. em 1997 por US $ 82,5 milhões. Em dezembro de 2006, a Elway fechou um contrato de licenciamento de nove anos com a AutoNation, retirando seu nome das concessionárias da região de Denver. Na época, Elway disse que a mudança poderia permitir que ele voltasse ao setor automobilístico em seu próprio nome. Ele ainda possui duas concessionárias Toyota Scion, uma em Manhattan Beach, Califórnia, e outra em Ontário, Califórnia, uma concessionária Chevrolet em Englewood, Colorado, e uma concessionária Chrysler Jeep em Greeley, Colorado.
Em setembro de 2008, Elway tornou-se o porta-voz do OpenSports.com.

## Carreira executiva
Em dezembro de 2010, Elway manifestou interesse em trabalhar como o executivo de futebol dos Broncos, depois de jantar com o proprietário dos Broncos, Pat Bowlen. No entanto, ele não expressou interesse em ser treinador ou gerente geral após a demissão de Josh McDaniels, dizendo: "Eu não estou interessado em ser um treinador. Eu não estou interessado em ser um gerente geral. Eu não tenho esse tipo de experiência para poder escolher esses jogadores todos os dias e tal."
Em 5 de janeiro de 2011, Elway foi nomeado gerente geral e vice-presidente executivo de operações de futebol dos Broncos, com a palavra final em todos os assuntos. Nesta capacidade, ele se reporta ao presidente da equipe, Joe Ellis, e é o supervisor imediato do treinador principal da equipe. O gerente geral Brian Xanders foi, na verdade, contratado, mas serviu principalmente como consultor para Elway. Xanders deixou a equipe após a temporada de 2011, e Elway assumiu o papel de gerente geral, que lhe deu controle total.
Sob a direção de Elway, a equipe assinou com o quarterback Peyton Manning que acabara de ser dispensado pelo Indianapolis Colts. Em quatro temporadas entre 2012 e 2015, os Broncos conquistaram quatro títulos de divisão, dois Campeonatos da AFC e alcançaram o Super Bowl XLVIII, onde foram derrotados por 43-8 pelo Seattle Seahawks, apesar de terem sofrido o ataque da temporada regular.
Elway respondeu à derrota no Super Bowl ao contratar o defensive end DeMarcus Ware, o cornerback Aqib Talib e o safety T. J. Ward para a temporada de 2014. Depois de perder no Divisional Round para o Indianapolis Colts, Elway dispensou John Fox, que havia vencido quatro campeonatos de divisão em seus quatro anos como treinador dos Broncos.
Elway contratou Gary Kubiak, seu ex-quarterback reserva e ex-coordenador ofensivo dos Broncos, como o novo treinador da temporada de 2015. Elway e Kubiak também trouxeram Wade Phillips, ex-treinador dos Broncos, para seu segundo período como coordenador defensivo da equipe. Elway ganhou um terceiro Super Bowl como parte da franquia Broncos, quando em 7 de fevereiro de 2016, Denver derrotou o Carolina Panthers por 24-10 no Super Bowl 50. Isso deu a ele sua primeira vitória no Super Bowl como vice-presidente executivo / GM.

## Família
Elway casou-se com Janet Buchan, que frequentou a Universidade de Stanford e participava da equipe de natação em 1984. Eles se separaram em 2002 e se divorciaram em 2003. Eles têm quatro filhos: Jessica, Jordan, Jack e Juliana.
- Jessica Gwen Elway foi aluna da Universidade de Stanford. Durante seu primeiro ano, ela era membro do time de basquete feminino de Stanford. No entanto, ela não se juntou à equipe no segundo ano. Jessica fez um discurso de apresentação para seu pai em sua introdução ao Hall da Fama do Pro Football em Canton, Ohio, tornando-se a primeira filha a apresentar seu pai.
- John Albert "Jack" Elway III jogou como quarterback no Cherry Creek High School no Colorado, recebendo honras All-State em seu último ano, se formando em 2008. Jack foi ser quarterback de Arizona State University, mas deixou o time em abril de 2009.[41] O treinador da ASU, Dennis Erickson, foi o primeiro coordenador ofensivo do seu avô Jack, de 1979 a 1981, no San José State.

A irmã gêmea de Elway, Jana, desenvolveu câncer de pulmão e morreu aos 42 anos no verão de 2002. O pai de John, Jack, morreu de um aparente ataque cardíaco um ano antes.
Elway propôs casamento com a ex-líder de torcida do Oakland Raiders, Paige Green, na Itália em setembro de 2008. Elway e Green se casaram em agosto de 2009. Elway conheceu Green em 2005 em um torneio de golfe de celebridades realizado por ex-Raiders Marcus Allen em Los Angeles.